# Kabinett Zimmermann
Das Kabinett Zimmermann bildete vom 1. Juni bis 16. Juli 1848 die von Großherzog Ludwig III. berufene Landesregierung des Großherzogtums Hessen. Nach dem Weggang des bisherigen Vorsitzenden des Gesamtministeriums Heinrich von Gagern auf die Reichsebene, wurde eine interimistische Regierung unter dem bisherigen Finanzminister Carl Wilhelm Zimmermann gebildet.    
| Amt                                           | Name                    |
| --------------------------------------------- | ----------------------- |
| Vorsitzender des Gesamtministeriums, Finanzen | Carl Wilhelm Zimmermann |
| Äußeres und Großherzogliches Haus             | Wilhelm Hallwachs       |
| Inneres                                       | Reinhard Eigenbrodt     |
| Justiz                                        | Joseph Aloys Kilian     |

Das Kriegsministerium war organisatorisch getrennt vom Gesamtministerium direkt dem Großherzog unterstellt. 
| Amt   | Name                                   |
| ----- | -------------------------------------- |
| Krieg | Friedrich Karl Christian von Steinling |